# Israël Shohat
Pour les articles homonymes, voir Shohat.
Israël Shohat (en russe : Исраэль Шохат, en hébreu : ישראל שוחט), né le 30 janvier 1886 à Lyskava  et mort le 7 juillet 1961 à Tel Aviv, compte parmi les pionniers du parti Poale sion en Pologne et en Russie, parmi les fondateurs de l'organisation Auto-défense en 1905, parmi ceux de Bar-Guiora en 1907, et de Hashomer en 1909 dont il devient le leader durant de nombreuses années. Il est le frère d'Eliézer Shohat.

## Biographie
Il naît en Pologne en 1886, et émigre en Terre d'Israël en 1904. Shohat participe aux patrouilles de garde dans différentes implantations, puis part étudier le droit à Constantinople aux côtés de Yitzhak Ben-Zvi et David Ben Gourion. Durant la Première Guerre mondiale, lui et son épouse Mania sont renvoyés de Palestine par les Turcs. À l'issue de la guerre, il revient en Terre d'Israël en 1919, et poursuit ses activités de garde au kibboutz Kfar-Guiladi. Avec d'autres, il fonde le parti Achdut Ha'avoda, puis avec le démantèlement de Hashomer, l'organisation de défense Gdoud Haavoda. Shohat joue un rôle influent au sein du Congrès sioniste. Il a dans l'idée de placer sous la responsabilité des ex-membres de Hashomer, l'organisation de la Haganah. En 1925, Israël Shohat part pour l'Union soviétique avec quelques amis, afin d'y mener des pourparlers avec le pouvoir soviétique, en vue d'une potentielle collaboration. Étant parti sans le consentement des représentants du Yishouv, et sans celui du mouvement des travailleurs, Shohat est déchu de ses responsabilités au sein de Achdut Ha'avoda.
Israël Shohat meurt en 1961, et est inhumé au kibboutz Kfar-Guiladi, dans la partie réservée aux membres de Hashomer.